# خوش ألان
خوش‌ ألان هي قرية في مقاطعة أرومية، إيران. يقدر عدد سكانها بـ 135 نسمة بحسب إحصاء 2016.